# José Ramón Corchado
José Ramón Corchado Santiago (Torrijos (Toledo) el 16 de noviembre de 1957) es un exfutbolista y entrenador de fútbol español.

## Trayectoria

### Jugador
José Ramón Corchado se retiró como futbolista en el Club Deportivo Toledo, el mismo club en el que hizo su primera experiencia como entrenador y al que más tarde regresaría como técnico del primer equipo. Además, como jugador militó en el Real Zaragoza siendo campeón de la Copa del Rey en la temporada 85/86, Unión Deportiva Salamanca, Hércules CF y Club Deportivo Toledo. Siendo así mismo jugador de la selección española de fútbol en las categorías de juveniles y sub-21 con Chus Pereda como seleccionador.

### Entrenador
Es un experimentado entrenador, comenzó su experiencia en los banquillos de CD Torrijos, Deportivo Manchego, Motril Club de Fútbol, Club Deportivo Toledo, Zamora CF, FC Cartagena, Yeclano Club de Fútbol o Tomelloso Club de Fútbol. 
En el Zamora CF ocupó el cargo de secretario técnico durante varios años. Corchado, que regresa a los banquillos tras varios años de ausencia, sustituirá en el CF Fuenlabrada a José Antonio Curro Hernández.
El actual técnico fuenlabreño ocupaba el banquillo del Club Deportivo Toledo en la famosa eliminatoria en la que el cuadro verdiblanco echó al Real Madrid en la Copa del Rey de Fútbol.
En la temporada 2008/2009 entrenó al CF Fuenlabrada.
En la temporada 2010/2011 entrena al equipo de su tierra natal el CD Torrijos.